# Гаїчка китайська
Гаїчка китайська (Poecile davidi) — вид горобцеподібних птахів родини синицевих (Paridae).

## Поширення
Ендемік Китаю. Поширений в південній частині Ганьсу, на заході Хубея, півдні Шеньсі та у Сичуані. Його природним середовищем розмноження є субальпійські ліси на висоті 2135–3400 м.

## Опис
Птах завдовжки 12–13 см, вагою 10–12,5 грамів. Має чорну голову з білими щоками, темно-сіро-коричневі спина, крила і хвіст, іржаво-коричневий низ.